# Repentigny (Calvados)
Pour les articles homonymes, voir Repentigny.
Repentigny est une commune française, située dans le département du Calvados en région Normandie, peuplée de 101 habitants.
Le nom de la commune est homonyme de celui de la ville de Repentigny, située dans la province de Québec au Canada.

## Géographie

### Communes limitrophes
Les communes limitrophes sont  Auvillars, Beaufour-Druval, Léaupartie et Rumesnil.

### Hydrographie
La commune est située dans le bassin Seine-Normandie. Elle est drainée par la Dorette, le ruisseau de Druval et le fossé 02 du Vieux Maufruie,,.
La Dorette, d'une longueur de 16 km, prend sa source dans la commune de Bonnebosq et se jette  dans la Dives à Cléville, après avoir traversé huit communes. 

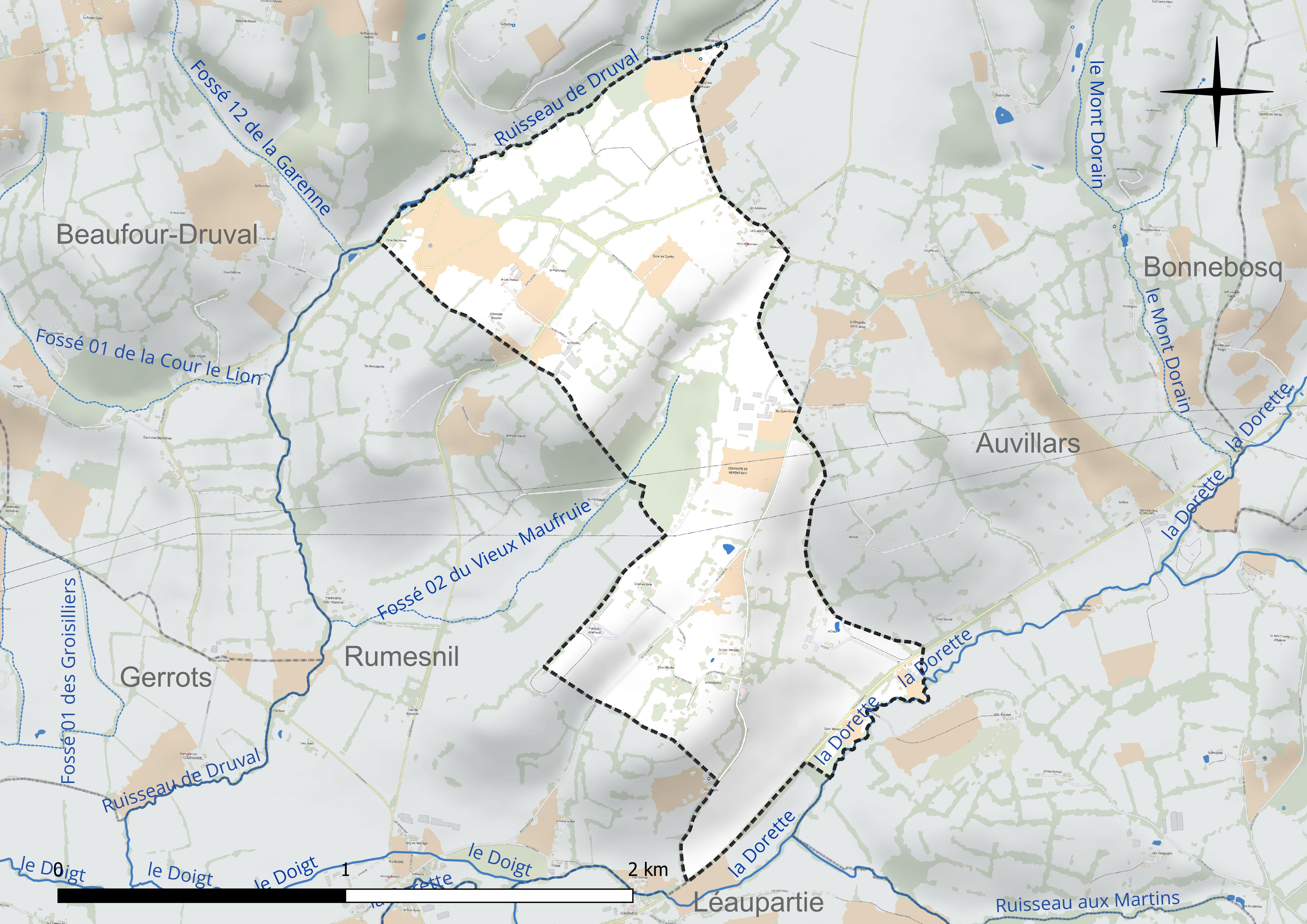
Réseau hydrographique de Repentigny.

### Climat
Pour des articles plus généraux, voir Climat de la Normandie et Climat du Calvados.
En 2010, le climat de la commune est de type climat océanique franc, selon une étude du CNRS s'appuyant sur une série de données couvrant la période 1971-2000. En 2020, Météo-France publie une typologie des climats de la France métropolitaine dans laquelle la commune est exposée à un climat océanique et est dans la région climatique  Normandie (Cotentin, Orne), caractérisée par une pluviométrie relativement élevée (850 mm/a) et un été frais (15,5 °C) et venté. Parallèlement le GIEC normand, un groupe régional d'experts sur le climat, différencie quant à lui, dans une étude de 2020, trois grands types de climats pour la région Normandie, nuancés à une échelle plus fine par les facteurs géographiques locaux. La commune est, selon ce zonage, exposée à un « climat contrasté des collines », correspondant au Pays d'Auge, Lieuvin et Roumois, moins directement soumis aux flux océaniques et connaissant toutefois des précipitations assez marquées en raison des reliefs collinaires qui favorisent leur formation.
Pour la période 1971-2000, la température annuelle moyenne est de 10,3 °C, avec  une amplitude thermique annuelle de 12,9 °C. Le cumul annuel moyen de précipitations est de 843 mm, avec 13,1 jours de précipitations en janvier et 8,4 jours en juillet. Pour la période 1991-2020, la température moyenne annuelle observée sur la station météorologique la plus proche, située sur la commune de Lisieux à 15 km à vol d'oiseau, est de 11,7 °C et le cumul annuel moyen de précipitations est de 881,4 mm,. Pour l'avenir, les paramètres climatiques de la commune estimés pour 2050 selon différents scénarios d'émission de gaz à effet de serre sont consultables sur un site dédié publié par Météo-France en novembre 2022.

## Urbanisme

### Typologie
Au 1er janvier 2024, Repentigny est catégorisée commune rurale à habitat très dispersé, selon la nouvelle grille communale de densité à 7 niveaux définie par l'Insee en 2022.
Elle est située hors unité urbaine et hors attraction des villes,.

### Occupation des sols
L'occupation des sols de la commune, telle qu'elle ressort de la base de données européenne d'occupation biophysique des sols Corine Land Cover (CLC), est marquée par l'importance des territoires agricoles (100 % en 2018), une proportion identique à celle de 1990 (100 %). La répartition détaillée en 2018 est la suivante : 
prairies (66,1 %), zones agricoles hétérogènes (24,8 %), terres arables (9,1 %). L'évolution de l'occupation des sols de la commune et de ses infrastructures peut être observée sur les différentes représentations cartographiques du territoire : la carte de Cassini (XVIIIe siècle), la carte d'état-major (1820-1866) et les cartes ou photos aériennes de l'IGN pour la période actuelle (1950 à aujourd'hui).

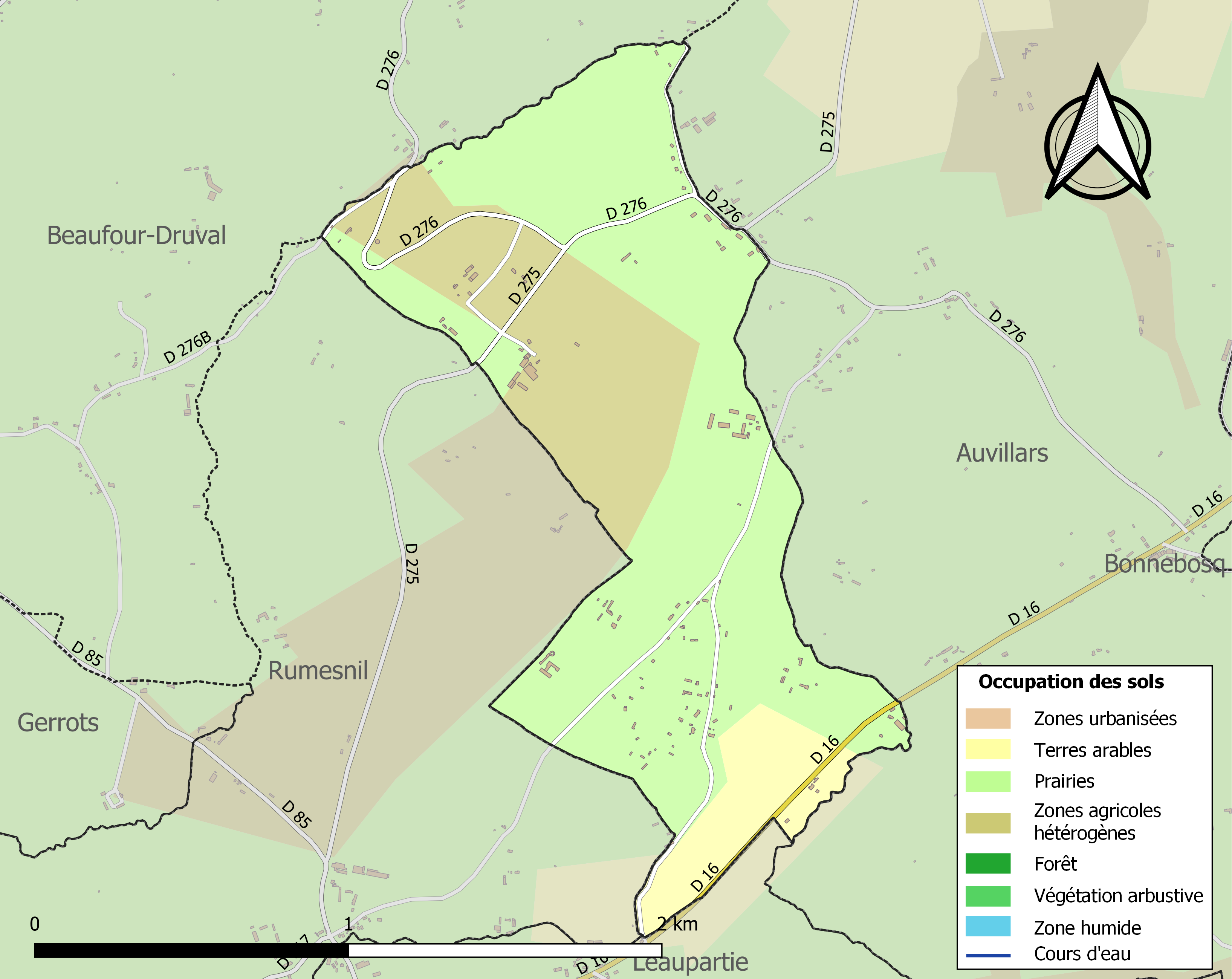
Carte des infrastructures et de l'occupation des sols de la commune en 2018 (CLC).

## Toponymie
Le nom de la localité est attesté sous les formes latinisées Repentigneyum en 1274, puis Repentigni vers 1350.
Il s'agit d'un toponyme en -acum, suffixe localisant d'origine gauloise, marquant la propriété. Il est précédé, comme c'est souvent le cas, d'un anthroponyme.
Ce nom de personne est peut-être *Repentinius ou *Reppentinius, variantes non attestées de Repentinus « celui qui se repent », anthroponyme chrétien gallo-roman ou roman. Cependant il peut bien s'agir de Repentinus, dans la mesure où -inacum, forme allongée de -acum est devenu un suffixe autonome.
Arpentigny (Repentigny en 1495), nom d'un hameau de Blainville-Crevon (Seine-Maritime) est un homonyme, tandis que Repentinus se retrouve dans Reventin-Vaugris (Isère, Repentinis Villa IXe siècle).
La ville de Repentigny (Québec) doit son nom à Pierre Legardeur, sieur de Repentigny, né à Thury-Harcourt (Calvados), dont la famille possédait des terres dans le pays d'Auge.

## Politique et administration
| Période                                  | Période      | Identité         | Étiquette | Qualité                   |
| ---------------------------------------- | ------------ | ---------------- | --------- | ------------------------- |
| juin 1995                                | mars 2008    | Maurice Vastel   |           | Agriculteur               |
| mars 2008                                | octobre 2019 | Maurice Davoust  | SE        | Retraité de l'agriculture |
| décembre 2019                            | En cours     | Claude Lemonnier | SE        |                           |
| Les données manquantes sont à compléter. |              |                  |           |                           |

## Démographie
L'évolution du nombre d'habitants est connue à travers les recensements de la population effectués dans la commune depuis 1793. Pour les communes de moins de 10 000 habitants, une enquête de recensement portant sur toute la population est réalisée tous les cinq ans, les populations de référence des années intermédiaires étant quant à elles estimées par interpolation ou extrapolation. Pour la commune, le premier recensement exhaustif entrant dans le cadre du nouveau dispositif a été réalisé en 2005.
En 2022, la commune comptait 101 habitants, en évolution de +13,48 % par rapport à 2016 (Calvados : +1,58 %, France hors Mayotte : +2,11 %).
| 1793 | 1800 | 1806 | 1821 | 1831 | 1836 | 1841 | 1846 | 1851 |
| ---- | ---- | ---- | ---- | ---- | ---- | ---- | ---- | ---- |
| 190  | 128  | 159  | 153  | 147  | 120  | 107  | 106  | 104  |

| 1856 | 1861 | 1866 | 1872 | 1876 | 1881 | 1886 | 1891 | 1896 |
| ---- | ---- | ---- | ---- | ---- | ---- | ---- | ---- | ---- |
| 85   | 77   | 85   | 90   | 79   | 77   | 71   | 93   | 100  |

| 1901 | 1906 | 1911 | 1921 | 1926 | 1931 | 1936 | 1946 | 1954 |
| ---- | ---- | ---- | ---- | ---- | ---- | ---- | ---- | ---- |
| 91   | 76   | 81   | 81   | 96   | 87   | 70   | 76   | 69   |

| 1962 | 1968 | 1975 | 1982 | 1990 | 1999 | 2005 | 2006 | 2010 |
| ---- | ---- | ---- | ---- | ---- | ---- | ---- | ---- | ---- |
| 57   | 56   | 51   | 52   | 69   | 91   | 92   | 92   | 89   |

| 2015 | 2020 | 2022 | - | - | - | - | - | - |
| ---- | ---- | ---- | - | - | - | - | - | - |
| 90   | 100  | 101  | - | - | - | - | - | - |

## Lieux et monuments

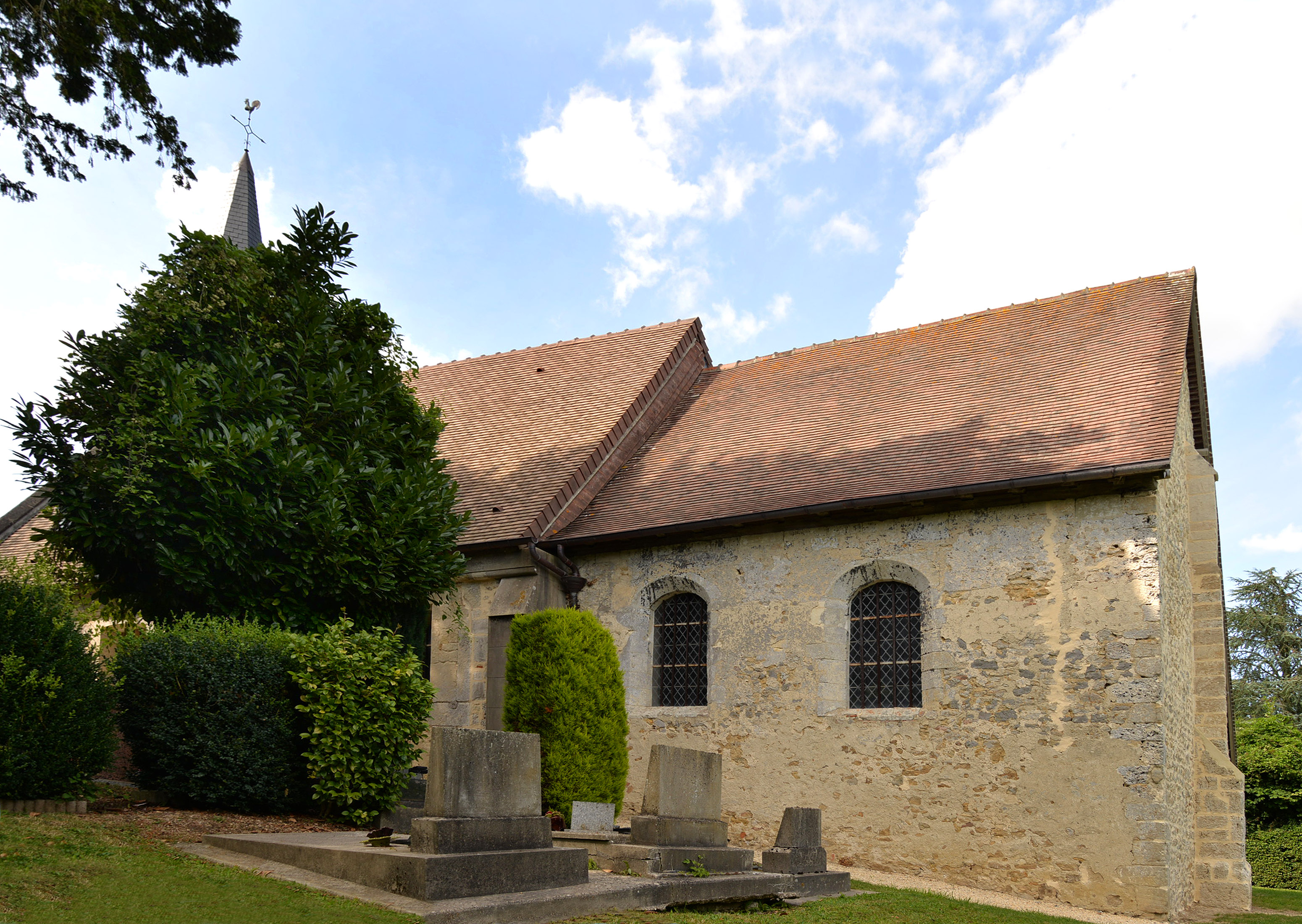
L'église Saint-Martin.

Le principal intérêt architectural de la commune est son église Saint-Martin dont l'origine remonte au XIIIe siècle et qui  renferme un retable du XVIe siècle en bois sculpté, entouré de douze tableaux représentant la Passion du Christ. En 2012, lors de la dépose du retable pour sa restauration, il a été découvert, au verso des tableaux, d'autres scènes de la vie d'un saint évêque, sans doute saint Martin.